# 1328
| 1328               |
| ------------------ |
| Dødsfald - Fødsler |
|                    |

| Gregoriansk kalender | 1328 MCCCXXVIII         |
| Ab urbe condita      | 2081                    |
| Armensk kalender     | 777 ԹՎ ՉՀԷ              |
| Kinesiske kalender   | 4024 – 4025 丁卯 – 戊辰 |
| Etiopisk kalender    | 1320 – 1321             |
| Jødisk kalender      | 5088 – 5089             |
| Hindukalendere       |                         |
| - Vikram Samvat      | 1383 – 1384             |
| - Shaka Samvat       | 1250 – 1251             |
| - Kali Yuga          | 4429 – 4430             |
| Iransk kalender      | 706 – 707               |
| Islamisk kalender    | 728 – 729               |

Konge i Danmark: Valdemar 3. 1326-1329

## Begivenheder
- 29. maj - Filip 6. krones til Konge af Frankrig
- 14. september - bønderne på Sjælland rejser sig til oprør mod Grev Gerhard, som har udskrevet en ny hård skat. Det bliver nedkæmpet, med hjælp fra den sjællandske adel ved Thorslunde bro

## Født
- John Wycliffe (eller Wyclif), ca. 1328 – 31. december 1384, var en engelsk reformator, som i stærke vendinger kritiserede paven og opfordrede kirken til at opgive sine ejendomme og verdslige magt.

## Dødsfald
- 1. februar – Karl 4. af Frankrig, fransk konge.